# St. Ursula (Niemberg)

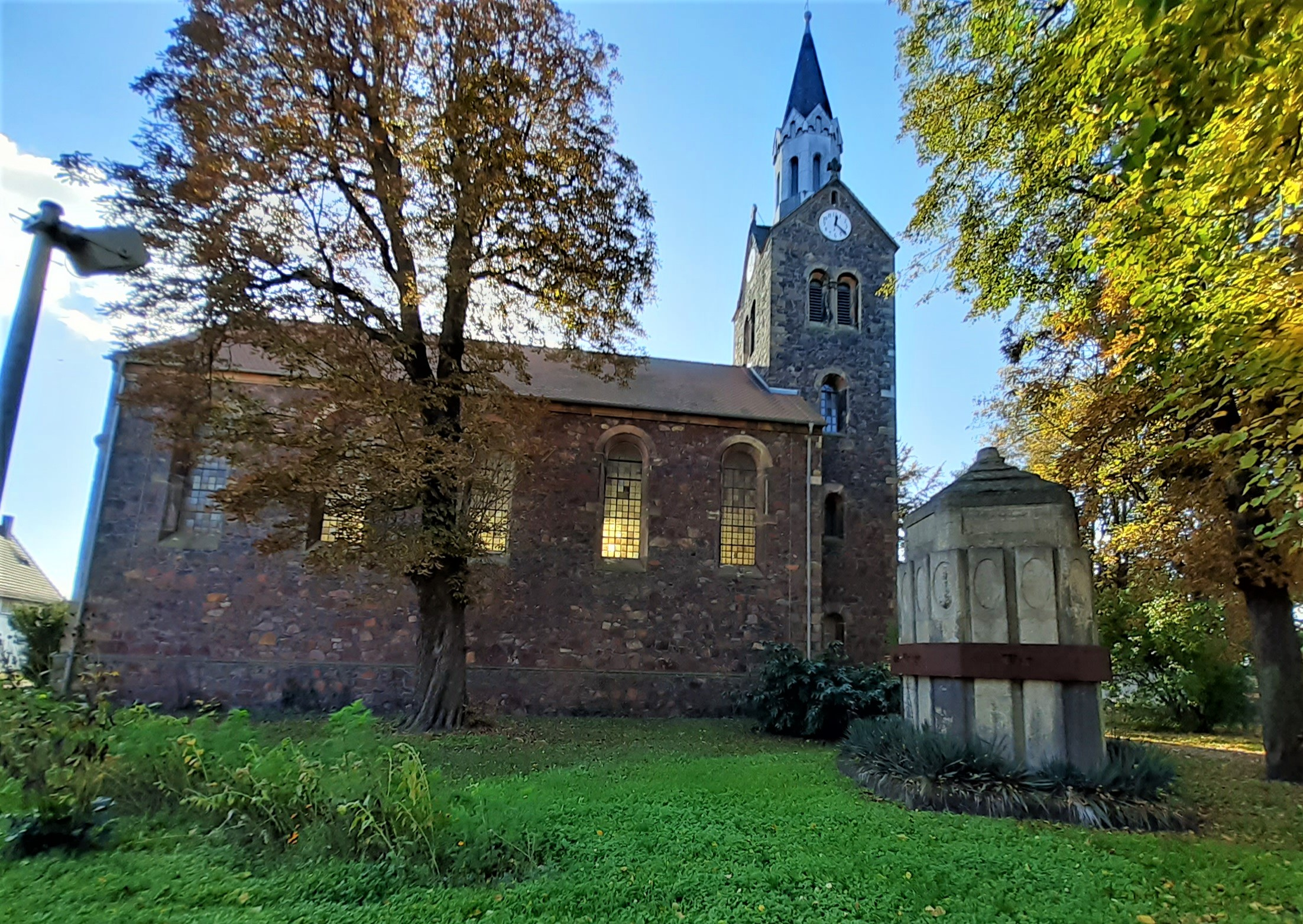
St. Ursula mit dem Kriegsopferdenkmal

St. Ursula ist eine denkmalgeschützte evangelische Kirche im Ortsteil Niemberg der Stadt Landsberg in Sachsen-Anhalt. Im örtlichen Denkmalverzeichnis ist sie unter der Erfassungsnummer 094 55278 als Baudenkmal verzeichnet. Sie gehört zum Pfarramt Hohenthurm im Kirchenkreis Halle-Saalkreis der Evangelischen Kirche in Mitteldeutschland.

## Geschichte
Eine erste Kapelle im Ort entstand wahrscheinlich um 1100. Jene erfuhr im Laufe der Zeit mehrfache Umbauten und war um 1860 so klein und baufällig, dass man sich zum Neubau der heutigen Kirche entschloss. 

## Architektur und Ausstattung
Die Kirche befindet sich am Wendenring in Niemberg. Patronin der Kirche ist die heilige Ursula. Die Kirche wurde 1862 bis 1863 von dem bedeutenden Berliner Architekten Friedrich August Stüler im neoromanischen Rundbogenstil entworfen.
Der stattliche Bruchsteinbau mit Werksteingliederung verfügt über einen eingezogenen Westturm mit Satteldach, auf dem ein weithin sichtbarer achtseitiger Dachreiter mit Spitzhelm sitzt. An der Westseite des Turms befindet sich ein rundbogiges Stufenportal mit skulptierten Blattkapitellen.
Der Innenraum verfügt über eine Flachdecke, eine Hufeisenempore sowie eine getrennte Orgelempore im Turm. Bedeutsam ist der Schnitzaltar aus dem 16. Jahrhundert, u. a.  mit der Madonna auf der Mondsichel zwischen je zwei Heiligen im Schrein und in den Flügeln die zwölf Apostel in zwei Reihen übereinander. Erwähnenswert ist ebenfalls der Bronzeguss des Knienden Taufengels nach der Marmorskulptur von Bertel Thorvaldsen in der Frauenkirche Kopenhagen. 

## Orgel
Die heutige Orgel mit einem markanten Prospekt, der an den des Doms zu Halle erinnert, wurde 1865 durch August Ferdinand Wäldner aus Halle erbaut und besitzt 16 Register auf zwei Manualen und Pedal. Die Trakturen sind mechanisch.
1992 wurde das Instrument saniert. 

## Glocken
Im Turm hängen heute zwei wertvolle Glocken, die beide aus der alten Kirche stammen. Beide wurden im 14. Jahrhundert gegossen. Ein drittes Gefach im Glockenstuhl aus Holz ist heute leer. Beide Glocken läuten an gekröpften Jochen mit Gegengewichtsklöppeln und werden von einseitig ziehenden Gloria-Läutemaschinen bewegt. 

## Kriegerdenkmal
Auf dem Kirchhofsgelände befindet sich eine Stele als Erinnerungsstätte für 15 Gefallene des Ersten Weltkriegs aus Niemberg. Die auf dem Ehrenmal angebrachten Namen und weitere Inschriften sind nicht mehr lesbar.